# 重庆轨道交通直快列车
直快列车是重庆轨道交通利用互联互通（直通運行）技术推出的跨线快车，列车从唐家沱起，跨行4号线、环线、5号线，到达跳磴。轨道交通公司宣传称此线路较常规的普速、换乘列车约节约33分钟。

## 背景

### 出行需求
随着重庆地铁线路逐渐形成网络，运能不均衡、换乘压力大、旅行速度低的问题逐渐凸显。
- 以2016年为例，每公里客流量仅0.94万人次；相比之下，最大高峰断面客流量达到3.48万人次/小时，而部分区间的运输能力不足，难以缓解短时间的客流高峰。
- 个别换乘站换乘客流甚至占总客流量的65%。例如，1号线与3号线换乘的两路口站，设计远期日换乘客运量8万人次，开通3年后，这一数字已超过28万人次。
- 一方面，既有线路单线长、站点多、站间距较短，且为“站站停”运营模式，无法满足乘客压缩出行时间的需求。另一方面，2007年批复[2]的《重庆市城乡总体规划（2007—2020年）》也提出了“半小时主城、一小时都市区”的市区交通目标[3]。

### 快车研究
2012年，重庆市轨道交通研究院、重庆市轨道交通集团（以下简称“轨交集团”）与两家德国咨询公司一起研究柏林城市快鐵的运营模式，并计划以重庆市郊铁路璧铜线为实验线路，采用双流制列车来往璧铜线和1号线。虽然璧铜线最后改为贯通27号线，但是当时研究的理念运用在了江跳线的可行性研究中。
为减少旅行时间，在2015年，重庆市轨道交通设计研究院曾设计在5号线上开行快速、区间快速和普通3种列车，并推算发现快速和区间快速列车相比“站站停”列车能分别节省14分钟和8分钟的用时，据此认为快车能“满足长距离乘客出行的需求”。

### 运营相关
轨交集团回顾既有的1、2、3、6号线时，发现使用的列车和信号设备长期依赖进口，这样不仅成本过高，还存在厂商停产带来的断供风险。另外，轨交集团还认为，包括列车、供电、车辆基地等硬件无法在线路间共享，难以高效利用资源。因此，轨交集团提出了“互联互通网络化运营模式”，并开始了“互联互通CBTC项目”的研究，为日后跨线运营和调度奠基。

## 历史

### 技术奠基
根据《重庆市城市快速轨道交通第二轮建设规划（2012～2020年）》，到2020年，重庆市将建成4号线一期、5号线一期、环线和10号线等线路。前述线路在规划、建设时，就统一采用了As型、接触网供电的列车，并配备了相同的无线列车调度系统。
据《重庆日报》报道，轨交集团曾向外国的信号供应商提出互联互通的CBTC系统，但遭到“断然拒绝”，于是集团决定自主研发。之后，轨道集团牵头，联合北京交通大学、交控科技、中国通号、北京华铁（铁科院旗下）、众合科技、重庆轨道设计院、北京城建设计院等产学研多方，组建了此互联互通CBTC项目”的技术攻关团队。2020年6月，“互联互通CBTC系统示范应用项目”通过重庆市发改委验收。
在重庆轨道交通第二轮建设项目中的互联互通网络化设计中已预留了快慢车运行的条件，按照每3～5座车站设置1处故障车停留线的要求，将故障车停留线设于车站上，车站为四线站，并设站前站后渡线道岔，实现故障情况下的分段运行，同时也为行驶大站快车预留条件。第二轮建设项目的5条线路（4、5、环、9、10）共预留了12座这样的车站；其中，南桥寺、黑石子被选为直快列车越行普通列车的避让车站。

### 试运行
在2016年底，“互联互通CBTC”项目的4家信号供应商开展了室内测试，以检查各种设备能否适应模拟的不同运营场景。在此基础上，轨交集团开始了线下的调试。2017年8月，轨交集团联合信号厂商在5号线展开了现场的调试工作。12月，第三方安全认证单位批准4、5、10、环四条线路的列车在5号线进行多车调试，随后互联互通共线调试工作开始。2018年2月，4种列车在5号线相继完成了单车调试、多车调试，之后专家组一致认为共线试运行条件已达到。
在各项测试完成后，2019年11月，4号线和环线的互联互通跨线试运行开始，至2020年1月完成，全局调度系统也同步投入使用。2020年5月，4号线和环线跨线载客试运营通过专家评审。
2020年7月起，轨交集团开始在4号线、10号线及环线相关站点宣传直快列车和10号线快速列车，包括在民安大道张贴跨线列车时刻表，重庆北站北广场摆放和张贴宣传广告等。在此期间，调试列车会在车身外LED上显示“重庆图书馆方向”，关着灯停靠车站，而广播和工作人员会提醒乘客“是调试列车，本站不载客”。同时，轨交集团开始张贴海报，标注4号线与环线的直快列车可让乘客“节省13分钟”。
2021年，在直快列车交路延长至跳磴前，轨交集团再次动用空车试运行。

### 正式运营
2020年9月18日，直快列车正式投入载客试运营，初期仅在9:30-17:00开行，运行于唐家沱和重庆图书馆之间。自“4号线-环线”跨线运营后，这两条线路每日新增52列次跨线列车。
2021年12月26日，重庆轨道交通在官方微博宣布环线、4号线、5号线三线互联互通线路于2021年12月28日6:44起上线运行。目前，直快列车首班发车时间为6:44（从唐家沱）、6:46（从跳磴），末班发车时间为19:49（从唐家沱）、19:16（从跳磴），发车间隔约为30分钟。

### 后续
根据轨交集团统计，本服务出现后，民安大道站日换乘量减少四成。
2023年3月，重庆轨道集团发布《绿色城轨发展实施方案》，提出要在4、5、环三线互联互通的基础上，推进4、5、9、10、环五线，以及5号线和江跳线（于同年11月30日开行）互联互通运营。

## 运营

### 停靠站点列表
| 直快列车停靠站点列表 |                |                                      |                |                  |               |                 |          |          |             |          |
| 车站编号             | 车站名称       | 英文名称                             | 车站开通日期   | 直快列车开通日期 | 站间距 （km） | 累计距离 （km） | 车站类型 | 车站类型 | 换乘线路    | 所在地   |
| 车站编号             | 车站名称       | 英文名称                             | 车站开通日期   | 直快列车开通日期 | 站间距 （km） | 累计距离 （km） | 结构     | 站台     | 换乘线路    | 所在地   |
| 5/32                 | 跳磴           | Tiaodeng                             | 2021年1月20日  | 2021年12月28日   | -             | 0               | 高架     | 双岛式   | 江跳线      | 大渡口区 |
| 5/31                 | 华岩中心       | Huayan Center                        | 2021年1月20日  | 2021年12月28日   | 2.4           | 2.4             | 高架     | 侧式     |             | 九龙坡区 |
| 5/30                 | 金建路         | Jinjianlu                            | 2021年1月20日  | 2021年12月28日   | 1.5           | 3.9             | 高架     | 侧式     |             | 九龙坡区 |
| 5/25 （环/01）       | 重庆西站       | Chongqing West Station               | 2021年1月20日  | 2021年12月28日   | 7.3           | 11.2            | 地下     | 双岛式   | 5号线 环线  | 沙坪坝区 |
| 环/02                | 上桥           | Shangqiao                            | 2021年1月20日  | 2021年12月28日   | 2.0           | 13.2            | 地下     | 岛式     |             | 沙坪坝区 |
| 环/04                | 重庆图书馆     | Chongqing Library                    | 2018年12月28日 | 2020年9月18日    | 2.3           | 15.5            | 地下     | 岛式     |             | 沙坪坝区 |
| 环/06                | 沙坪坝         | Shapingba                            | 2018年12月28日 | 2020年9月18日    | 2.7           | 18.2            | 地下     | 岛式     | 1号线 9号线 | 沙坪坝区 |
| 环/11                | 冉家坝         | Ranjiaba                             | 2018年12月28日 | 2020年9月18日    | 8.4           | 26.6            | 地下     | 侧式     | 5号线 6号线 | 渝北区   |
| 4/01 （环/14）       | 民安大道       | Min'an Ave.                          | 2019年1月11日  | 2020年9月18日    | 3.5           | 30.1            | 地下     | 叠岛式   | 环线 4号线  | 渝北区   |
| 4/02                 | 重庆北站北广场 | Chongqing North Station North Square | 2018年12月28日 | 2020年9月18日    | 2.3           | 32.4            | 地下     | 岛式     | 10号线      | 渝北区   |
| 4/03                 | 头塘           | Toutang                              | 2018年12月28日 | 2020年9月18日    | 2.4           | 34.8            | 地下     | 岛式     | 9号线       | 江北区   |
| 4/09                 | 唐家沱         | Tangjiatuo                           | 2018年12月28日 | 2020年9月18日    | 10.8          | 45.6            | 地面     | 岛式     |             | 江北区   |

### 车站指引

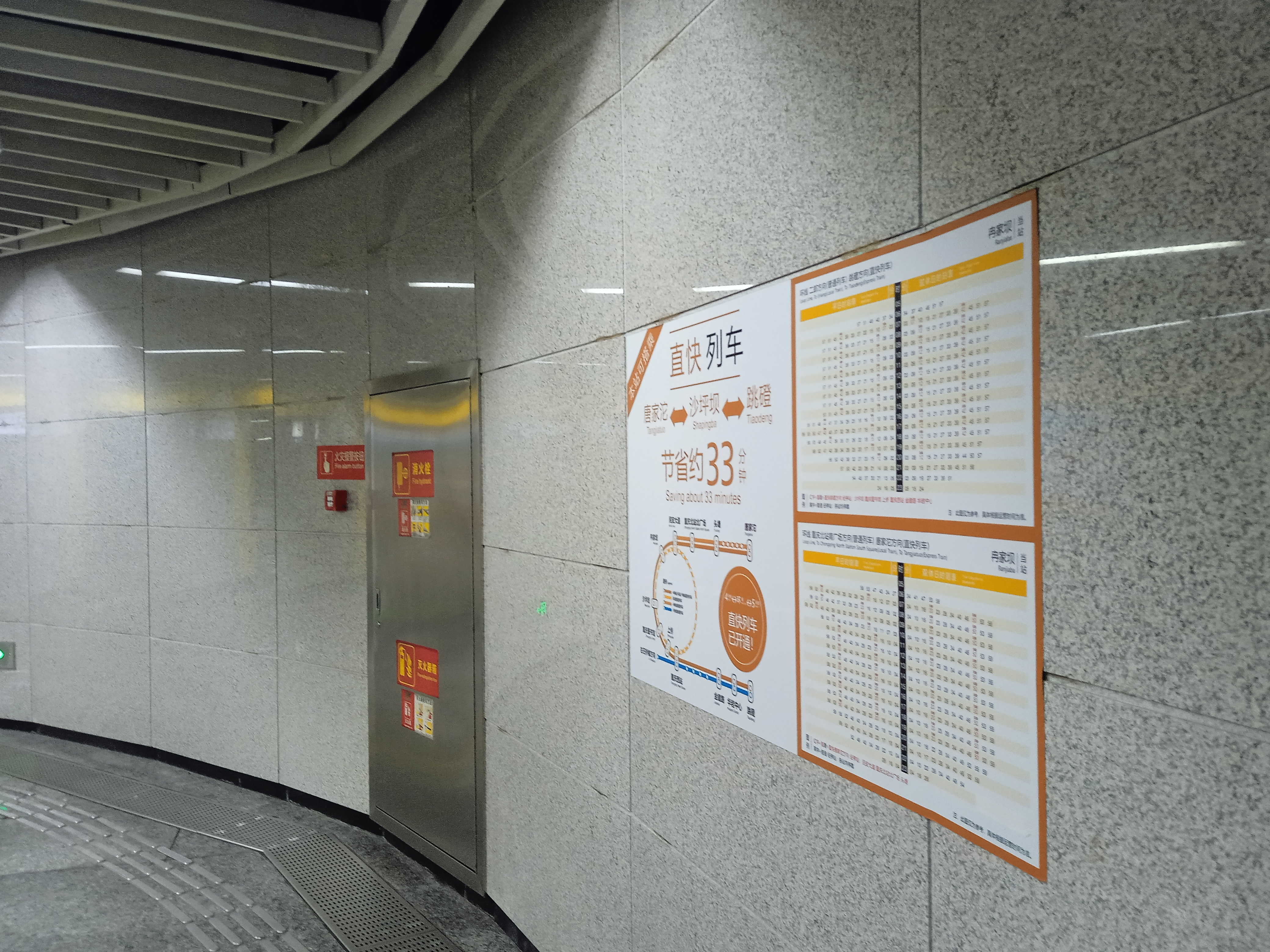
冉家坝站出入口的告示

为了让乘客了解直快列车，轨交集团在车站出入口、通道、站厅、站台均设置了互联互通的宣传贴、广告牌，在车站广播和显示屏等地方展示相关信息，还安排了车站工作人员手举“直快”标识牌引导喊话。

### 班次调整
2021年3月21日，重庆轨道交通通过微博宣布：自同年3月22日起，4号线、环线直快列车、10号线快速列车在高峰时段（7:30‒9:30、16:30‒19:30）上线运行，直快、快速列车运营时间调整至7:30至19:30。
2021年1月29日，重庆交通开投集团宣布，直快列车将延长至重庆西站，以便通过火车来往重庆市的旅客。9月18日，时值重庆轨道交通直快列车和快速列车投入运营1周年，重庆轨道交通在官方微博宣布计划于2021年内调整直快列车运行线路，延长当前终点站重庆图书馆至跳磴。
直快列车曾一度暂停服务，后又于2023年1月1日起恢复。

## 技术相关

### 统一列车规格

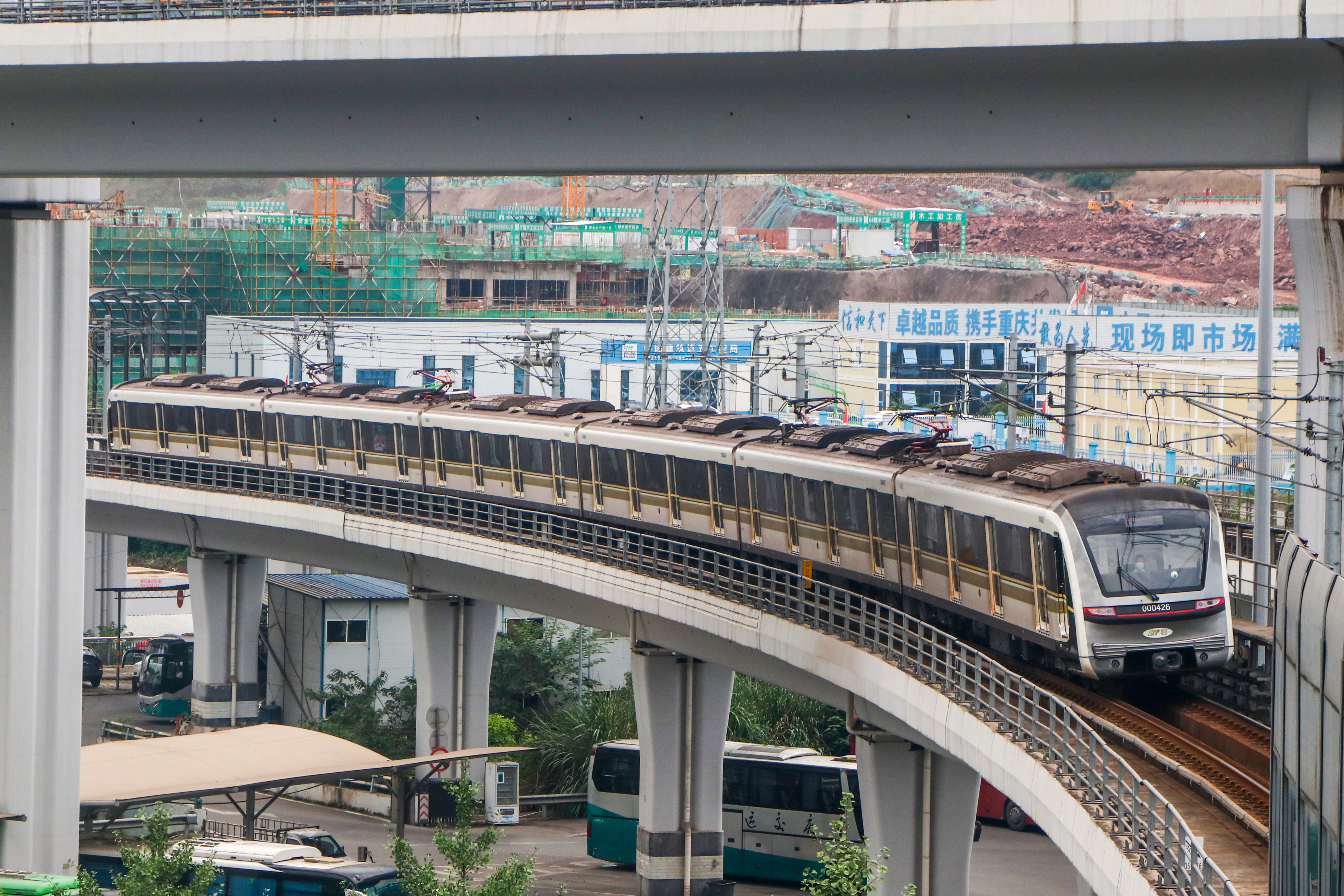
重庆轨道交通使用的山地型列车，图为环线DKZ101型列车。

重庆轨道交通4号线、5号线、9号线、10号线和环线均使用中车青岛四方及长客制造的As型、接触网供电的地铁列车，分别为SFM44型、DKZ101/108型、CCD5015/5039/5056/5058/5070型列车。同时，这些列车还配备了相同的无线列车调度系统。

### 统一信号系统
重庆轨道交通4号线、5号线、9号线、10号线和环线采用“互联互通CBTC系统”，使线路不仅能物理上连通，还能在信号上相互兼容和联系。为妥善安排直快列车，轨交集团运用“全局调度系统”——互联互通CBTC系统的一部分——收集信息并下达调度命令和计划。

### 交路和班次
在设计交路时，轨交集团曾考虑了4种方案——重庆图书馆至唐家沱、重庆图书馆至头塘、洪湖东路至唐家沱、洪湖东路至头塘。由于头塘和洪湖东路两站都存在短时间的大客流，加上其余交路覆盖的车站不足，最后“重庆图书馆至唐家沱”成为了快车最初的交路。为开行直快列车，轨交集团计划使用3列列车，工作日执行20个班次，双休日执行24个班次，令平均速度从34.6公里/小时提高到49.2公里/小时。
由于直快列车全天实施，考虑到4号线全天列车行车间隔为10分钟，环线高峰时段行车间隔为5分钟，平峰时段行车间隔为6分钟，5号线高峰时段行车间隔为6分钟，平峰时段行车间隔为10分钟，最后轨交集团确定跨线快车行车间隔为30分钟，满足公倍数和周期性规律。另外，为了减少对普通车次和乘客候车时间的影响，轨交集团决定以“在普通车次中插入直快列车车次”的方法安排运行图。

### 管理
直快列车采用“轮乘制”，在跨线的车站，前一线路的驾驶员会与后一线路的驾驶员交接工作。
为了减少空置列车的时间，列车在收班后，不会像以前一般回到特定的车辆基地，而是会就近停靠车辆段，同时各车辆段也实施了信息化管理系统，令列车在不同车辆段的信息也能“互联互通”。